# Rochefort-en-Terre
Rochefort-en-Terre är en kommun i departementet Morbihan i regionen Bretagne i nordvästra Frankrike. Kommunen ligger i kantonen Rochefort-en-Terre som tillhör arrondissementet Vannes. År 2022 hade Rochefort-en-Terre 636 invånare.

## Befolkningsutveckling
Antalet invånare i kommunen Rochefort-en-Terre
| Referens: INSEE |